# Tinoc
Tinoc is een gemeente in de Filipijnse provincie Ifugao op het eiland Luzon. Bij de laatste census in 2007 had de gemeente ruim 12 duizend inwoners.

## Geografie

### Bestuurlijke indeling
Tinoc is onderverdeeld in de volgende 12 barangays:
| - Ahin - Ap-apid - Binablayan - Danggo - Eheb - Gumhang | - Impugong - Luhong - Tinoc - Tukucan - Tulludan - Wangwang |

## Demografie
Tinoc had bij de census van 2007 een inwoneraantal van 12.045 mensen. Dit zijn 2.262 mensen (23,1%) meer dan bij de vorige census van 2000. De gemiddelde jaarlijkse groei komt daarmee uit op 2,91%, hetgeen hoger is dan het landelijk jaarlijks gemiddelde over deze periode (2,04%). Vergeleken met de census van 1995 is het aantal mensen met 2.541 (26,7%) toegenomen.

De bevolkingsdichtheid van Tinoc was ten tijde van de laatste census, met 12.045 inwoners op 239,7 km², 50,3 mensen per km².